# Графство Коимбра
Графство Коимбра (порт. Condado de Coimbra) — феодальное владение на Пиренейском полуострове с центром в городе Коимбра.

Графство Коимбра было создано в 871 году на территории современной центральной Португалии для защиты границ королевства Галисия. В 987 году город был захвачен мусульманами аль-Мансура и графство прекратило своё существование.

Коимбра среди земель завоеванных Аль-Мансуром

Коимбра была окончательно отвоёвана христианами в 1064 году, в ходе завоеваний Фердинанда Великого. Здесь вновь было образовано графство, которое после 1096 года было включено в состав второго Португальского графства.

## Список графов

### Первое графство
- 879—911: Эрменежилду Гутерреш
- 911 — после 924: Ариаш Мендеш (сын Эрменежилду Гутерреша)
- 928—981: Гонсалу Мониш (родственник Ариаша Мендеша)

### Второе графство
- 1064/1075—1091: Сежнанду Давидеш (порт. Sesnando Davides)
- 1092—1094: Мартин Муниц (порт. Martin Moniz)
- 1095— 1107: Раймунд Бургундский